# Exército Suíço

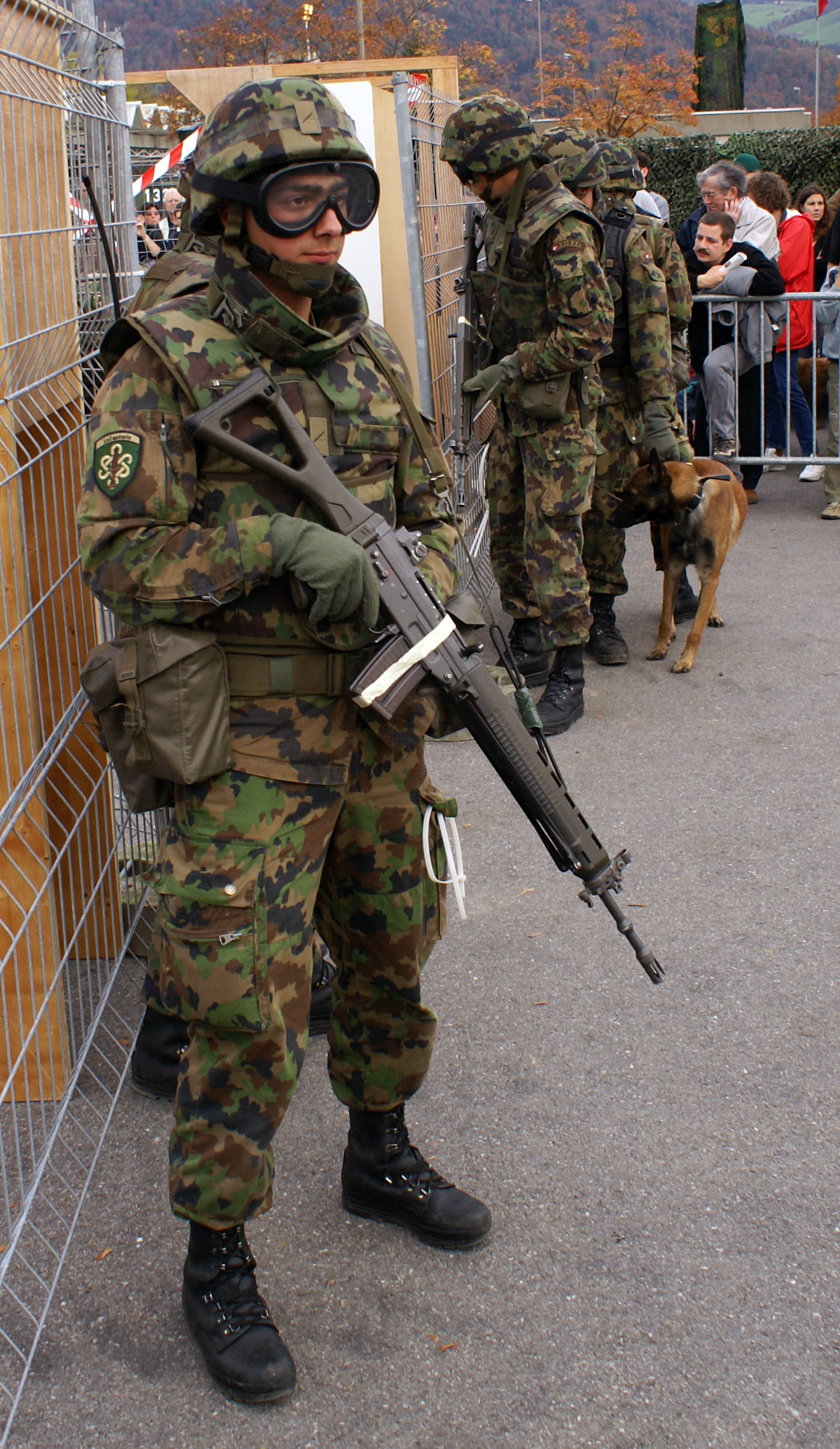
Soldados suíços. Com um orçamento de 6 bilhões de dólares e 147 mil homens e mulheres em suas fileiras, é uma das mais competentes forças armadas da Europa.

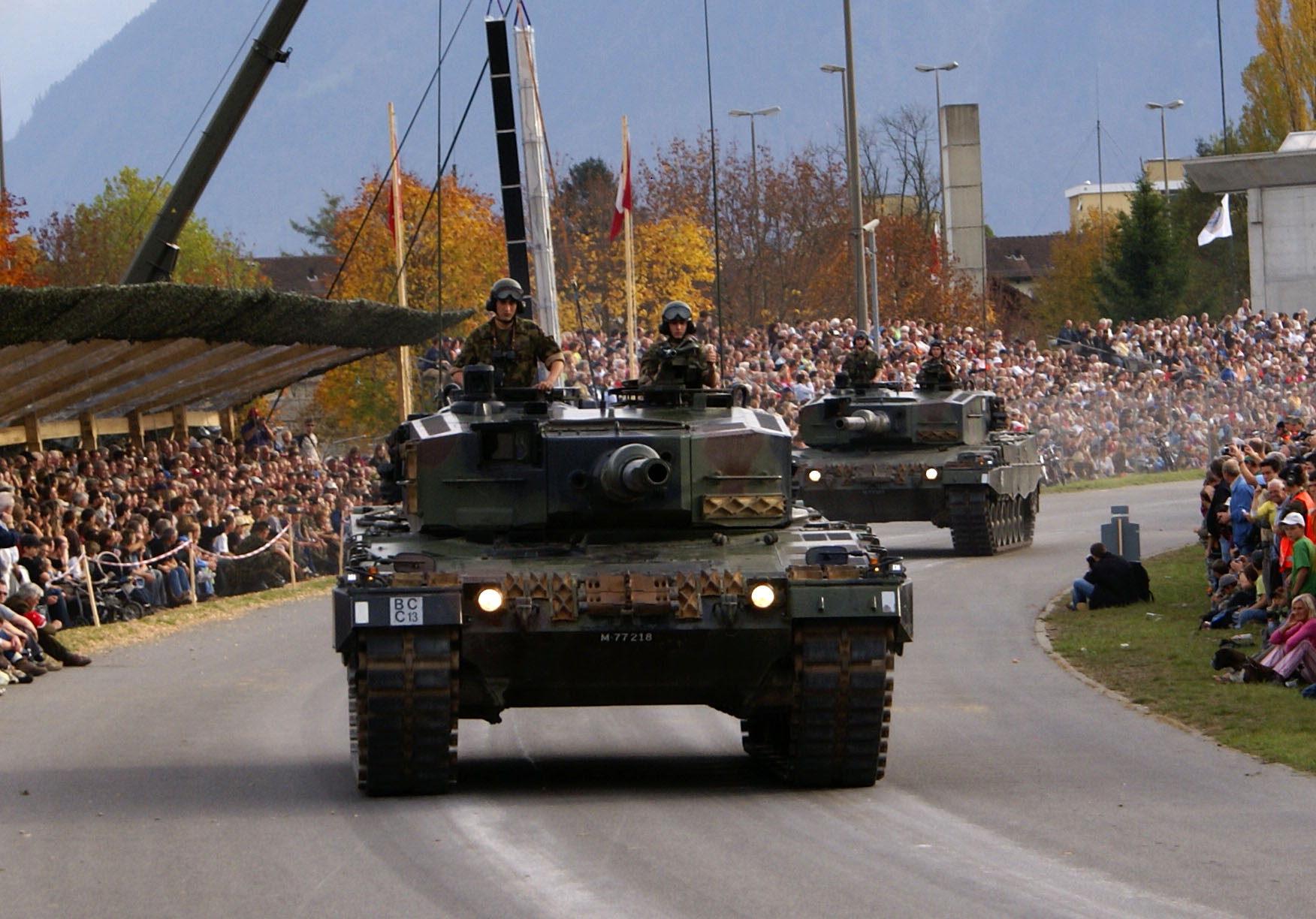
Tanques Leopard Pz 87, de fabricação alemã.

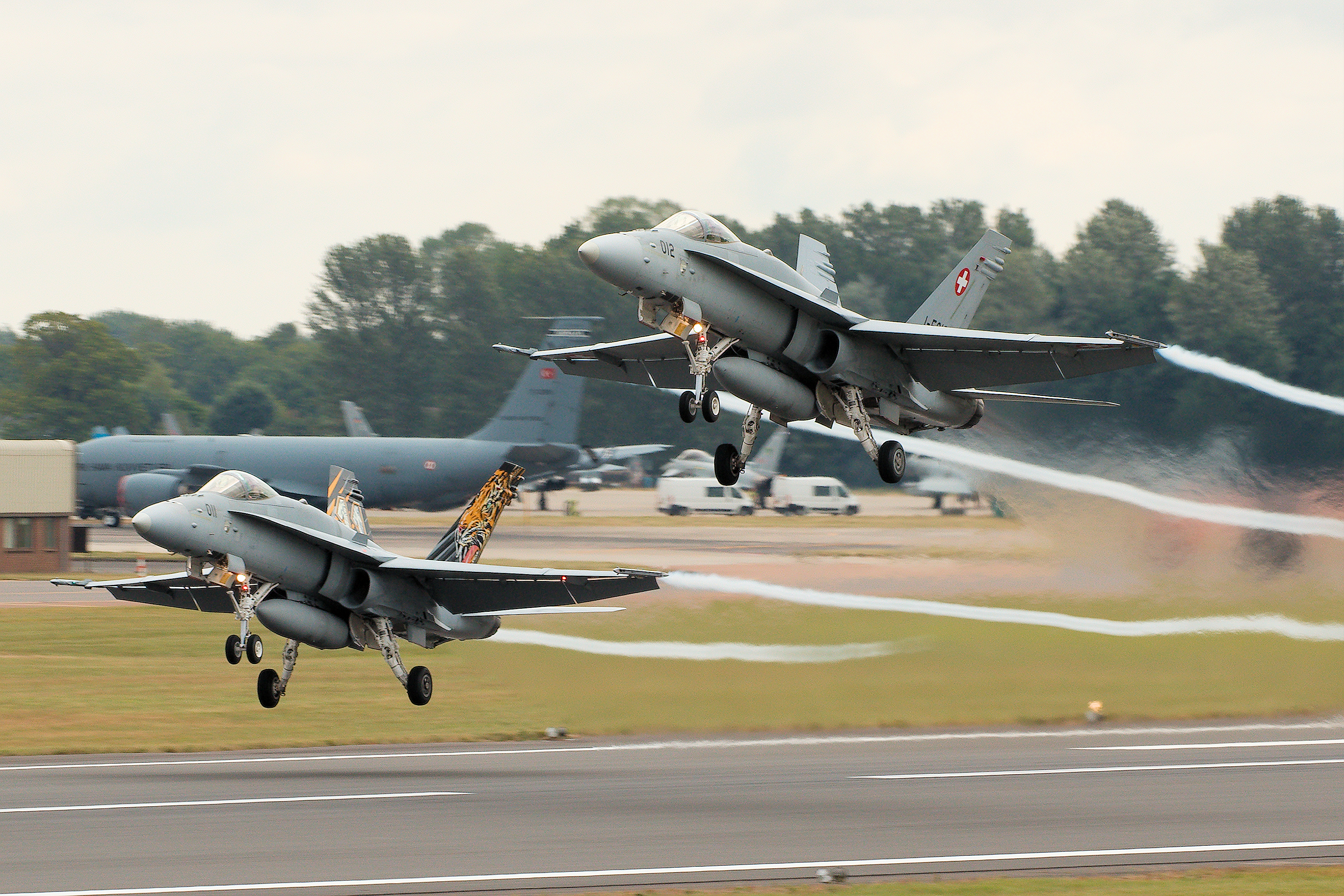
Caças FA-18 Hornets da força aérea suíça.

O Exército Suíço (em alemão: Schweizer Armee, francês: Armée suisse, italiano: Esercito svizzero, romanche: Armada svizra) é a principal força de defesa da Suíça, atuando na terra, no ar e em águas internacionais. Sob atual sistema militar, seu exército de soldados profissionais constituem apenas 5% da tropa, com o resto sendo de conscritos ou voluntários de idade de 19 a 34. Como o país tem uma longa história de neutralidade, as forças suíças não participam de ações de combate pelo mundo, mas tomam parte de missões de paz com a ONU. A Suíça é parceira da OTAN em programas de paz.
A estrutura do sistema das milícias suíças estipula que os soldados devem manter seus próprios equipamentos, incluindo armas (até 2007 podia ter munição também).
O serviço militar na Suíça para homens é obrigatório, com mulheres podendo servir de forma voluntária. Os homens devem se apresentar aos 18 anos. Cerca de dois terços dos cidadãos masculinos suíços são aptos para servir, com aqueles que não podem tendo serviços alternativos. Anualmente, aproximadamente 20 000 soldados recebem treinamento básico, por um período de 18 a 21 semanas.
A reforma "Exército XXI" foi adotada, após referendo em 2003. Ela substituiu o modelo "Exército 95", reduzindo seu poderio militar de 400 000 soldados para apenas 160 000 (2017), chegando depois a 120 000 militares recebendo treinamento e 80 000 reservista com treinamento formal.